# Zhālegeh
Zhālegeh (persiska: ژالگه, Zhālekeh-ye Ḩoseyn) är en ort i Iran.   Den ligger i provinsen Kermanshah, i den västra delen av landet, 500 km väster om huvudstaden Teheran. Zhālegeh ligger 934 meter över havet och antalet invånare är 179.
Terrängen runt Zhālegeh är kuperad västerut, men österut är den bergig. Runt Zhālegeh är det ganska tätbefolkat, med 60 invånare per kvadratkilometer. Närmaste större samhälle är Sarpol-e Z̄ahāb, 9,5 km väster om Zhālegeh. Omgivningarna runt Zhālegeh är i huvudsak ett öppet busklandskap.